# روبرت راي (محامي)
روبرت راي (بالإنجليزية: Robert Ray)‏ هو محامي أمريكي، ولد في 4 أبريل 1960 في فرانكفورت في ألمانيا.